# 笑う運転手
『笑う運転手』（わらううんてんしゅ）は、植上由雄のタクシーエッセイ。2001年8月に椎名誠が編集長を務める書評誌の本の雑誌社から刊行された単行本。初出は2000年9月から2003年10月まで紙版の『本の雑誌』のウェブ版「WEB本の雑誌」でインターネット連載され、"現役タクシー運転手のインターネット連載"と云うモノ珍しさもあり、アクセス集中の大ヒットとなった「ウエちゃんのナニワタクシー日記」の書籍化。2006年10月には幻冬舎アウトロー文庫より文庫化された。

## 内容
創業80年を超える大阪で一番古いタクシー会社にタクシー運転手として乗務するウエちゃんが、大阪の下町で出会うナニワのちょっと変わった人々の話を書き綴ったエッセイ集。おもに極道やチンピラ、大阪のオバはんなどが登場。

## 関連作品
- 『笑う運転手 ウエちゃんのナニワタクシー日記』（植上由雄、本の雑誌社　2001年8月）
- 『国道の西、夜明けのミナミ』（植上由雄、本の雑誌社　2002年7月）
- 『踊る運転手 ウエちゃんのナニワタクシー日記』（植上由雄、幻冬舎・幻冬舎文庫 2006年12月）